# بازی‌های آفریقایی ۱۹۷۸
بازی‌های آفریقایی ۱۹۷۸ (عربی: الألعاب الأفريقية الثالثة‎) یک رویداد چندورزشی است که از ۱۳ تا ۲۸ ژوئیه ۱۹۷۸ در الجزیره، الجزایر برگزار شده است.

## کشورهای شرکت‌کننده
- الجزایر (۲۶۵)
- کامرون
- چاد
- جمهوری کنگو
- ساحل عاج
- مصر
- اتیوپی
- گابن
- غنا
- گینه
- کنیا
- لیبی
- مالاوی
- مراکش
- نیجریه
- سنگال
- سودان
- سوازیلند
- تانزانیا
- توگو
- تونس
- اوگاندا
- ولتای علیا
- زئیر
- زامبیا

## ورزش‌ها
- دو و میدانی  (جزئیات)
- بسکتبال  (جزئیات)
- بوکس  (جزئیات)
- دوچرخه‌سواری  (جزئیات)
- فوتبال  (جزئیات)
- هندبال  (جزئیات)
- جودو  (جزئیات)
- شنا  (جزئیات)
- تنیس روی میز  (جزئیات)
- تنیس  (جزئیات)
- والیبال  (جزئیات)
- کشتی  (جزئیات)

## جدول مدال‌ها
*   کشور میزبان (الجزایر)
| رتبه            | کشور             | طلا | نقره | برنز | مجموع |
| --------------- | ---------------- | --- | ---- | ---- | ----- |
| ۱               | تونس (TUN)       | ۲۹  | ۱۴   | ۲۰   | ۶۳    |
| ۲               | نیجریه (NGR)     | ۱۸  | ۱۰   | ۱۵   | ۴۳    |
| ۳               | الجزایر (ALG)*   | ۱۶  | ۱۹   | ۲۳   | ۵۸    |
| ۴               | کنیا (KEN)       | ۱۱  | ۸    | ۸    | ۲۷    |
| ۵               | مراکش (MAR)      | ۷   | ۸    | ۱۱   | ۲۶    |
| ۶               | غنا (GHA)        | ۴   | ۴    | ۷    | ۱۵    |
| ۷               | لیبی (LBA)       | ۴   | ۳    | ۵    | ۱۲    |
| ۸               | سنگال (SEN)      | ۴   | ۲    | ۴    | ۱۰    |
| ۹               | اوگاندا (UGA)    | ۳   | ۶    | ۵    | ۱۴    |
| ۱۰              | ساحل عاج (CIV)   | ۲   | ۳    | ۴    | ۹     |
| ۱۱              | زامبیا (ZAM)     | ۲   | ۰    | ۲    | ۴     |
| ۱۲              | سودان (SUD)      | ۲   | ۰    | ۰    | ۲     |
| ۱۳              | مالی (MLI)       | ۱   | ۱    | ۰    | ۲     |
| ۱۴              | سوازیلند (SWZ)   | ۱   | ۰    | ۰    | ۱     |
| ۱۴              | چاد (CHA)        | ۱   | ۰    | ۰    | ۱     |
| ۱۶              | کامرون (CMR)     | ۰   | ۴    | ۴    | ۸     |
| ۱۷              | توگو (TOG)       | ۰   | ۱    | ۴    | ۵     |
| ۱۸              | اتیوپی (ETH)     | ۰   | ۱    | ۲    | ۳     |
| ۱۹              | تانزانیا (TAN)   | ۰   | ۱    | ۱    | ۲     |
| ۱۹              | ولتای علیا (VOL) | ۰   | ۱    | ۱    | ۲     |
| ۲۱              | گابن (GAB)       | ۰   | ۰    | ۱    | ۱     |
| مجموع (۲۱ کشور) | مجموع (۲۱ کشور)  | ۱۰۵ | ۸۶   | ۱۱۷  | ۳۰۸   |